# Ph.D. (album)
Ph.D. is het debuutalbum van de Britse muziekgroep Ph.D.. Het werd direct een redelijk internationaal succes voor de heren Phillips, Hymas en Diamond (PHD). De verkoopcijfers werden aangewakkerd door het succes van de eerste single van dit album I Won't Let You Down; overige singles hadden geen succes. Na het volgende album was het alweer voorbij met deze band. Het album is opgenomen in de Ramport Studio in Londen.

## Musici
- Jim Diamond – leadzanger en achtergrondzang
- Tony Hymas – synthesizers, sequencer en elektrische piano
- Simon Phillips – drumstel

Extra muzikanten:
- Mark Craney – drumstel (4) en (7) (van Jethro Tull)
- Phil Palmer – elektrische gitaar (7)
- Jane Manning – achtergrondzang (10) (klassiek geschoold)
- Stan Sulzman – saxofoon (10)

## Tracklist
| Nr. | Titel                   | Duur |
| --- | ----------------------- | ---- |
| 1.  | Little Suzi's on the Up | 2:56 |
| 2.  | War Years               | 3:19 |
| 3.  | Oh Maria                | 2:48 |
| 4.  | Oo Sha Sha              | 3:29 |
| 5.  | I Won't Let You Down    | 4:21 |
| 6.  | There's No Answer to It | 3:15 |
| 7.  | Poor City               | 3:33 |
| 8.  | Up Down                 | 4:07 |
| 9.  | Hollywood Signs         | 3:23 |
| 10. | Radio to On             | 3:32 |